# Cachi
Cachi – miasto w prowincji Salta w Argentynie. Stolica departamentu Cachi. W 1673 roku ziemie, na których obecnie znajduje się miasto zostały przyznane pani Margarita de Chávez. W 1719 roku właścicielem posiadłości był pan Pascual de Elizanda a następnie Don Felipe de Aramburu, którzy zapoczątkowali intensywny rozwój posiadłości. Była to olbrzymia własność ziemska zwana "Hacienda de Cachi". Położona była u zbiegu rzek Cachi i Calchaquí. Centralną część miasta zwaną Pueblo Viejo stanowi plac centralny 9 lipca, przy którym znajduje się m.in. sięgający XVIII wieku kościół św. Józefa, położona przy nim XIX wieczna posiadłość, w której mieści się Muzeum Archeologiczne w Cachi im. Pio Pablo Diaz (Museo Arqueológico de Cachi "Pío Pablo Díaz").
Przez miasto przebiega słynna Droga krajowa 40 (ruta nacional n.º 40 «Libertador General Don José de San Martín»).
Według spisu powszechnego z 2010 roku w mieście zamieszkiwały 2616 osoby.